# Нюрнбергский пряник

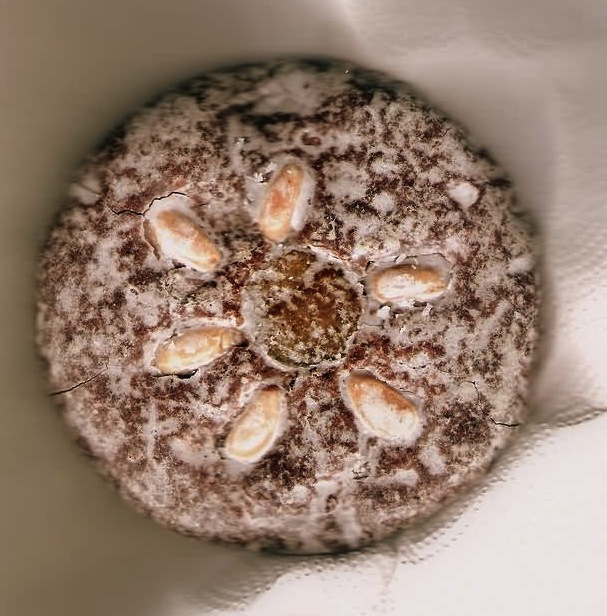
Нюрнбергский пряник

Нюрнбергские пряники (нем. Nürnberger Lebkuchen) — традиционные пряники из франконо-баварского (немецкого) города Нюрнберга, известные ещё со времён Средневековья. Особенно популярны в рождественский период, хотя изготавливаются и продаются круглый год. Нюрнбергский пряник с 1 июля 1996 года является патентованной охраняемой торговой маркой для пряников, произведённых только в Нюрнберге.

## История

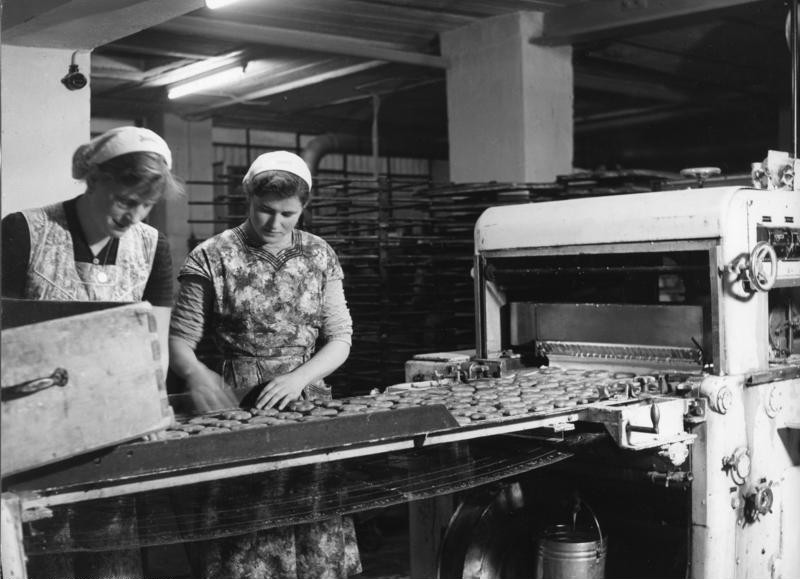
Производство пряников на фабрике Вольфа. 1959

История нюрнбергских пряников прослеживается, как минимум, с конца XV века. Известно, что император Фридрих III перед Вознесением Господним 1487 года раздавал специально произведённые в городе маленькие пряники с его портретом собравшимся у крепостного рва детям.
Старейший письменный рецепт пряника от XVI века хранится в Германском национальном музее в Нюрнберге.
Во время визита в Нюрнберг в 1855 году короля Максимилиана II c королевой пряничники города выпекли в их честь несколько гигантских пряников с надписями «Слава нашему королю».

## Описание

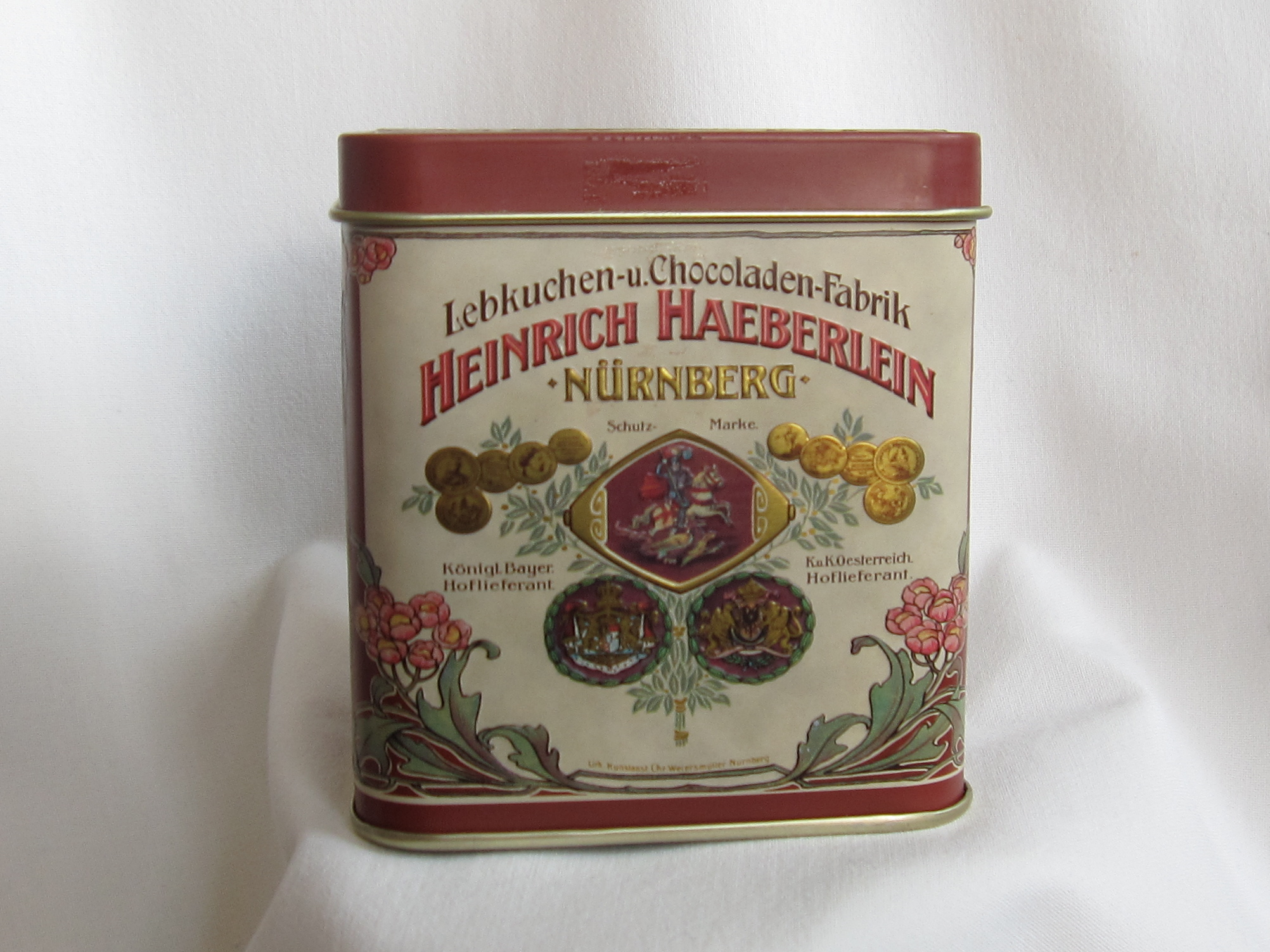
Пряники в фирменной жестяной коробочке (фабрика Генриха Хеберлайна)

Под нюрнбергскими пряниками понимаются как правило большие и преимущественно круглые, глазированные шоколадом («schokoliert») или неглазированные («natur») сахаристые пряники с тёмной начинкой, а также белые пряники. Отличием нюрнбергских пряников от других является очень высокое процентное содержание ореховой массы при незначительной доле или даже полном отсутствии муки. Пряники также часто содержат миндаль и цукаты. Нюрнбергскими пряниками наивысшего качества, неизменно присутствующими в ассортименте всех производителей и продавцов, считается сорт нюрнбергских пряников «Елизавета» (нем. Elisenlebkuchen), который его производитель назвал в честь своей дочери Элизабет. Он содержит как минимум 25 % миндаля, лесного ореха или грецкого ореха и максимум 10 % муки. Известны и рецепты других видов нюрнбергских пряников и коврижек.
Продаются также бесформенные и кусковые пряники и их лом, не уступающие по качеству и вкусу фигурным пряникам. Популярны пряники в декоративных и подарочных фирменных жестяных коробочках, в том числе в музыкальных шкатулках, и в прочей оригинальной упаковке.
Производители патентованных нюрнбергских пряников (группа Lambertz с фабричными марками Хэберлайна-Метцгера, Вейса, Вольфа, группа Schmidt с марками Шмидта, Виклейна и многочисленные мелкие ручные ремесленные производства) располагаются только в пределах города и продают пряничную продукцию в собственных специализированных магазинах в Нюрнберге и только в уполномоченных магазинах по всему миру, а также по посылочной торговле.
Особенно широко пряничная торговля и ассортимент (включая специальный-фирменный) представлены как рождественский товар в недели, предшествующие 25 декабря, на городских площадях-ярмарках, хотя и в остальное время пряники активно продаются в лавках и супермаркетах.